# Les Seigneurs de Bagdad
Les Seigneurs de Bagdad (anglais : Pride of Baghdad) est une bande dessinée écrite par l'Américain Brian K. Vaughan et dessinée par le Canadien Niko Henrichon publiée directement en album par Vertigo en septembre 2006. La traduction française est parue en deux mois plus tard chez Panini Comics sous le titre Pride of Baghdad, rééditée en 2012 par Urban Comics avec son titre français.
Cette bande dessinée allégorique sur la guerre suit un lion, deux lionnes et un lionceau échappés du zoo de Bagdad lors de l'invasion américaine de l'Irak de 2003.

## Prix
- 2007 : Prix Harvey du meilleur album original